# La casa nuova
La casa nuova (...And He Built a Crooked House) è un racconto di fantascienza del 1941 dello scrittore statunitense Robert A. Heinlein.
La storia parla di un architetto con velleità matematiche di nome Quintus Teal che ha l'idea - secondo lui brillante - di risparmiare sui costi immobiliari costruendo una casa a forma di tesseratto dispiegato.

## Storia editoriale
È stato scritto nel giugno 1940 e pubblicato per la prima volta nel numero del febbraio 1941 della rivista Astounding Science Fiction.
Nel 1958 è stato inserito nell'antologia Fantasia Mathematica curata da Clifton Fadiman e in seguito nella raccolta di opere di Heinlein Il mestiere dell'avvoltoio (The Unpleasant Profession of Jonathan Hoag) del 1959, a sua volta inclusa nell'antologia personale The Fantasies of Robert A. Heinlein del 1999, quest'ultima è stata tradotta in italiano da Vittorio Curtoni e pubblicata dalla Mondadori nel 2003, in parte nel volume n. 1456 della collana Urania, intitolato Anonima Stregoni, che contiene anche il racconto La casa nuova.
Precedentemente una traduzione di Giorgio Monicelli era stata pubblicata dalla Einaudi nell'antologia Le meraviglie del possibile per la prima volta nel 1959 e poi di nuovo nel 1973 (in versione ridotta) e nel 1992 e ancora nell'antologia Racconti matematici del 2006;
inoltre la traduzione era stata inclusa nella raccolta curata da Isaac Asimov Antologia scolastica (Where Do We Go from Here? del 1971), pubblicata dalla Mondadori nel 1972 (in parte) e poi di nuovo nel 1980 e nel 1992.

## Trama
In questo racconto umoristico l'architetto e i suoi proprietari si trovano in difficoltà nel muoversi nelle stanze e a spostarsi tra l'interno e l'esterno dell'innovativa abitazione. In particolare la casa è un ipercubo sviluppato nello spazio, perciò consta di 4 stanze cubiche disposte una sull'altra (4 piani) e quattro stanze disposte come dei balconi intorno alla stanza al primo piano. Il problema è che questa casa è costruita nei pressi della Faglia di Sant'Andrea, e mentre i visitatori sono tutti all'interno un terremoto "richiude" la casa su sé stessa (nella quarta dimensione) facendo sì che nessuno riesca più ad uscire.

## Indirizzo
Nella storia è indicato l'indirizzo di Quintus Teal al numero 8775 di Lookout Mountain Avenue a Hollywood (34°06′33.05″N 118°23′04.7″W), di fronte a "l'Hermit originale di Hollywood".
Quest'indirizzo è in realtà dall'altra parte della strada, di fronte a quella che era la casa di Heinlein quando la storia è stata scritta.

## Influenze
Il titolo originale è una parafrasi di quello della filastrocca There Was a Crooked Man.

## Adattamenti
Tom Raymond e Charles Welty hanno tratto dal racconto una sceneggiatura, completata nell'ottobre 2009 per la Fidelis Entertainment.

### Edizioni
- Robert A. Heinlein, La casa nuova, in Anonima Stregoni (antologia), collana Urania, traduzione di Vittorio Curtoni, n. 1456, Mondadori, gennaio 2003,  pp. 117-141, ISSN 1120-5288 (WC · ACNP).

### Fonti critiche
- (EN) James Daniel Gifford, The New Heinlein Opus List, in Robert A. Heinlein: A Reader's Companion (PDF), Nitrosyncretic Press, 2000, ISBN 978-0-9679874-1-5. URL consultato il 12 ottobre 2015.